# Molecular Carcinogenesis
Molecular Carcinogenesis, abgekürzt Mol. Carcinog. ist eine wissenschaftliche Fachzeitschrift, die vom Wiley-Blackwell-Verlag veröffentlicht wird. Die Zeitschrift erscheint derzeit mit zwölf Ausgaben im Jahr. Es werden Arbeiten veröffentlicht, die sich mit den molekularen Aspekten der Krebsentstehung beschäftigen.
Der Impact Factor lag im Jahr 2015 bei 4,722. Nach der Statistik des ISI Web of Knowledge wird das Journal mit diesem Impact Factor in der Kategorie Biochemie & Molekularbiologie an 55. Stelle von 289 Zeitschriften und in der Kategorie Onkologie an 42. Stelle von 213 Zeitschriften geführt.